# Mumificação de animais

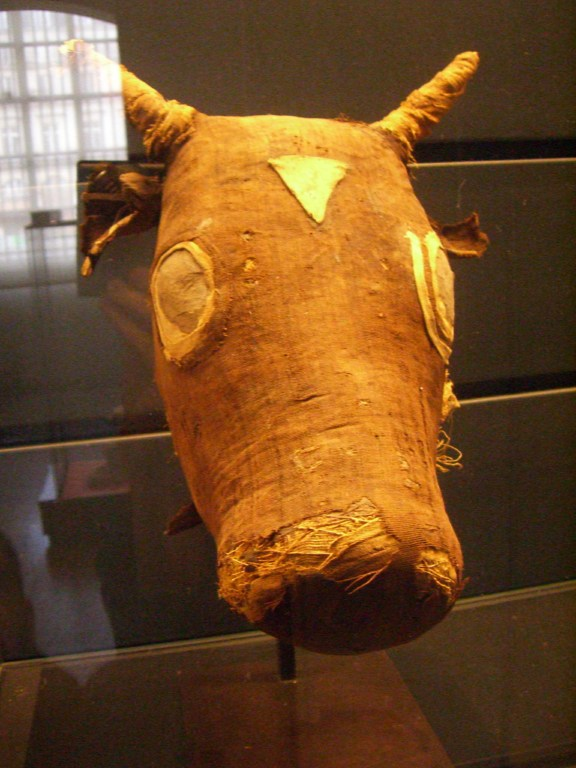
Cabeça mumificada de um bovino, atualmente exposta no Louvre.

A mumificação de animais tem seus registros mais antigos no Antigo Egito, que teve suas primeiras múmias de animais reencontradas oficialmente no âmbito da arqueologia no ano de 1888, mas que acabaram sendo transportadas aos milhares para Londres para serem utilizadas como fertilizantes. Enquanto prática comum dentre os egípcios, a mumificação de animais podia incluir ser bichos de estimação, restos de animais para as múmias ou então podiam ser animais sagrados, divinizados por sua relação com os deuses. Eram, no geral, objetos votivos destinados aos templos de culto a animais. A partir da 26ª dinastia, as múmias votivas tornaram-se populares o que gerou um intenso comércio que empregou legiões de trabalhadores especializados.
Entre os animais embalsamados estavam gatos, vacas/touros, crocodilos, cães, burros, elefantes, peixes, gazelas, cavalos, íbis, leões, lagartos, macacos, carneiros, aves de rapina, escaravelhos, musaranhos, serpentes e pedaços de carne. Os animais eram preparados como as múmias humanas: seus órgãos poderiam ser retirados ou então dissolvidos, depois eram lavados interiormente com vinho e banhados em natrão para ressecamento e posteriormente eram envoltos com resinas para fixação das bandagens de linho.

## Gatos
A mumificação de gatos está inserida na prática milenar de mumificação de animais, cujos registros remontam à história do Antigo Egito. Muitas vezes suas múmias eram oferecidas à deusa gata Bastet. Acredita-se que a adoração aos gatos se deve ao fato de caçarem ratos que atacavam os grãos armazenados. A Universidade do Tennessee abriga desde o ano de 2001 uma exposição de gatos mumificados no museu McClung, no campus da universidade, em Knoxville. A mumificação desses animais, contudo, não se restringe ao Egito Antigo. Arqueólogos ingleses relataram em 2011 um gato mumificado encontrado numa casa que pode ter pertencido a uma mulher acusada de bruxaria que vivia na região no século 17.